# The Real Americans
The Real Americans était une équipe de catcheurs travaillant à la World Wrestling Entertainment, une fédération de catch américaine, composée de Jack Swagger et d'Antonio Cesaro (devenu ensuite Cesaro) qui est managé par Zeb Colter.
Le concept ou gimmick de cette équipe est celui d'un groupe de patriotes américains xénophobes expliquant qu'ils sont de Real Americans (Swagger est né aux États-Unis et Cesaro qui est suisse a immigré légalement). Ils sont connus pour prononcer la catchphrase « We The People » la main sur le cœur en entrant sur le ring et après chaque victoire et Cesaro et Swagger portent le drapeau du Tea Party en guise de cape.

## Histoire de l'équipe

### Avant la formation de l'équipe (Février-Juin 2013)
En février 2013, Jack Swagger revient sur les rings avec Zeb Colter comme manager,. Colter se déclare comme un véritable patriote américain, luttant contre l'immigration illégale et ce gimmick fait croire qu'il est proche du Tea Party.
À la mi-mai Antonio Cesaro commence à être accompagné par Colter et en juin, Swagger est absent des rings pour être jugé pour possession de stupéfiants à la suite de son arrestation en février,. Colter assoupli le 17 juin son point de vue sur l'immigration expliquant que le suisse est un bon immigré qui respecte leur nation et qui est arrivé légalement, devenant un citoyen au lieu de se faufiler à travers la frontière et devient officiellement son manager avant le combat entre Antonio Cesaro et William Regal. Cette alliance a été considérée comme une bonne chose pour la carrière du suisse au sein de la compagnie.

### Les débuts de l'équipe (2013-2014)
Le 14 juillet à Money In The Bank, Swagger et Cesaro sont tous les deux entrés ensemble pour le traditionnel Money in the Bank Ladder match pour la mallette offrant un match pour le championnat du monde poids-lourds où ils ont travaillé en équipe sans succès pour eux malheureusement.
À Night of Champions ils participent sans succès au Tag Turmoil match pour devenir challengeur pour le championnat par équipe où ils éliminent les Tons of Funk (Brodus Clay et Tensai) et les frères Uso mais ils se font sortir par les Prime Time Players (Titus O'Neil et Darren Young). À  Battleground, ils battent Santino Marella et The Great Khali.
À Hell in a Cell, ils perdent face à Los Matadores. Lors des Survivor Series ils gagnent le traditionnel match par équipe à élimination avec The Shield (Dean Ambrose, Seth Rollins et Roman Reigns) face à Rhodes et Goldust, Jey et Jimmy Uso et Rey Mysterio. À TLC: Tables, Ladders and Chairs, ils ne remportent pas les titres par équipes, car ils sont éliminés par le Big Show qui a fait son KO Punch sur Cesaro.

### Tensions et dissolution de l'équipe (2014)
Fin janvier, Antonio Cesaro se voit décerner le titre de catcheur le plus sous-estimé de l'année par le Wrestling Observer Newsletter. Ils participent tous les deux au Royal Rumble match du show éponyme sans succès. Dans le même temps, des tensions commencent à apparaître.
À Elimination Chamber Swagger perd son match pour le titre intercontinental face à Big E et Cesaro est le premier éliminé dans l'Elimination Chamber match pour le championnat du monde poids-lourds que Randy Orton a conservé.
À Wrestlemania XXX, ils perdent un match à élimination face aux Usos, Ryback et Curtis Axel et Los Matadores (Diego et Fernando) et après le match Swagger attaque Cesaro qui a fait perdre le match. C'en est trop pour le suisse qui porte à son équipier un Cesaro Swing en ne respectant pas les ordres de Colter qui voulaient que les deux hommes se serrent la main.